# García López de Cárdenas
García López de Cárdenas (Llerena, Extremadura, segle xvi - ?) fou un explorador espanyol del segle xvi, conegut per ser el primer occidental en veure el Gran Canyó del Colorado.

## Biografia
Nascut a Llerena, era fill de Don Alonso de Cárdenas, I Comte de la Puebla del Maestre, i de donya Elvira de Figueroa, senyora de Lobón. Participà, el 1540, en l'expedició de Francisco Vázquez de Coronado, que anava a la recerca de les mítiques Set ciutats d'or del regne de Cíbola. Al comandament d'una avançada que sortí de Compostela (Nayarit) es reuní amb l'expedició dirigida per Vázquez de Coronado en terres de Nou Mèxic prop de Santa Fe.

## Descobridor del Gran Canyó
López de Cárdenas fou el responsable d'un viatge d'exploració des de Quivira, poble habitat pels indis zuñi i suposadament una de les set ciutat d'or del regne de Cíbola. A Quivira hi havia part de l'expedició comandada per Vázquez de Coronado, amb trenta homes, i es comissionà a García López i un grapat d'homes per trobar un riu del qual els indis hopi els havien parlat, per la qual cosa se'ls concedí 80 dies per anar i tornar. En el viatge fou acompanyat per Pedro de Sotomayor com a cronista del viatge.
Després de 20 dies de viatge exploratori trobaren un profund congostos, per la base del qual discorria un gran riu al qual anomenaren, inicialment, Tizón. Tot i diversos intents per baixar a la seva riba per abastir-se d'aigua no trobaren cap camí, per la qual cosa decidiren emprendre el viatge de tornada una vegada aquesta començà a escassejar.
Un mes després seria Fernando de Alarcón el primer europeu a navegar per les aigües del riu Colorado, a uns quants centenars de quilòmetres del Gran Canyó.